# Courbenans
Courbenans era una comuna francesa que estaba situada en el departamento de Alto Saona, de la región de Borgoña-Franco Condado, que en 1807 se fusionó con la comuna de Vellechevreux, formando la nueva comuna de Vellechevreux-et-Courbenans.

## Demografía
| Gráfica de evolución demográfica de Courbenans entre 1800 y 2022 |
|                                                                  |

Los datos demográficos contemplados en este gráfico se han cogido de la página francesa EHESS/Cassini.